# Ophiuraster belyaevi
Ophiuraster belyaevi is een slangster uit de familie Ophiuridae.
De wetenschappelijke naam van de soort werd in 1998 gepubliceerd door Nina M. Litvinova.